# Johan August Bergstedt
Johan August Bergstedt, född 27 december 1825 i Lillkyrka socken, Örebro län, död 6 juli 1904 i Borås, Älvsborgs län, var en svensk lantmätare. 
Han var bror till Carl Fredrik Bergstedt och far till Hugo Bergstedt.
Bergstedt, som var son till lantbrukaren Carl Magnus Bergstedt (1797–1847), blev kommissionslantmätare i Älvsborgs län 1854, stadsingenjör i Söderhamns stad 1878 som efterträdare till Elis Cedergren och blev förste lantmätare i Kristianstads län 1883. Han beviljades av Kungl. Maj:t avsked från denna befattning 1899.